# Vinted
A Vinted, UAB Group, simplesmente conhecida como Vinted, é um sítio eletrónico lituano para compra, venda e troca de artigos novos ou em segunda mão, principalmente vestuário e acessórios.

## História
Em 2008, Milda Mitkute e Justas Janauskas co-fundaram a Vinted em Vilnius, Lituânia. Em 2012, a Vinted fez uma parceria com a Lemon Labs, uma empresa de consultoria de desenvolvimento de aplicações sediada na Lituânia, para lançar a sua aplicação móvel.
Em 2016, o empresário holandês Thomas Plantenga juntou-se à equipa de gestão da Vinted como consultor de estratégia, tendo-se tornado CEO desde então.
Em 2019, a Vinted tornou-se o primeiro unicórnio tecnológico da Lituânia ao angariar 128 milhões de euros a uma avaliação de mil milhões de euros numa ronda liderada pela Lightspeed Venture Partners. Em Outubro de 2020, a Vinted adquiriu a United Wardrobe, um concorrente neerlandês. Em 2024, a Vinted adquiriu a Trendsales, um concorrente dinamarquês e para Março de 2024 a empresa já estava disponível em vinte e um países, entre eles Portugal, e tinha mais de 65 milhões de utilizadores registados.